# Зейнулаху, Эрол
Эрол Зейнулаху (алб. Eroll Zejnullahu; 19 октября 1994 года, Берлин) — косоварский футболист, играющий на позиции полузащитника клуба «Мюнхен 1860».

## Клубная карьера
Эрол Зейнулаху занимался футболом в берлинских клубах «Тасмания», «Герта Целендорф» и «Унион». Во второй команде «Униона» он дебютировал в октябре 2012 года, выступая в Региональной лиге, четвёртом уровне в немецкой системе футбольных лиг.
За основную команду «Униона» во Второй Бундеслиге Зейнулаху дебютировал 1 февраля 2013 года, выйдя на замену в самой концовке домашнего поединка против «Зандхаузена». А первый гол во Второй Бундеслиге он забил 17 октября 2015 года, сравняв счёт в домашнем матче против «Санкт-Паули».

## Карьера в сборной
Эрол Зейнулаху дебютировал за сборную Косова 25 мая 2014 года в товарищеском матче против сборной Сенегала, заменив на 55-й минуте Альбиона Авдияя.

## Статистика выступлений

### В сборной
| Матчи и голы Эрола Зейнулаху за сборную Косова | Матчи и голы Эрола Зейнулаху за сборную Косова | Матчи и голы Эрола Зейнулаху за сборную Косова | Матчи и голы Эрола Зейнулаху за сборную Косова | Матчи и голы Эрола Зейнулаху за сборную Косова | Матчи и голы Эрола Зейнулаху за сборную Косова | Матчи и голы Эрола Зейнулаху за сборную Косова |
| №                                              | Дата                                           | Место проведения                               | Соперник                                       | Счёт                                           | Голы                                           | Соревнование                                   |
| ---------------------------------------------- | ---------------------------------------------- | ---------------------------------------------- | ---------------------------------------------- | ---------------------------------------------- | ---------------------------------------------- | ---------------------------------------------- |
| 1                                              | 25 мая 2014                                    | Стад де Женев, Женева                          | Сенегал                                        | 1:3                                            | —                                              | Товарищеский матч                              |
| 2                                              | 10 октября 2015                                | Городской стадион, Приштина                    | Экваториальная Гвинея                          | 2:0                                            | —                                              | Товарищеский матч                              |
| 3                                              | 13 ноября 2015                                 | Городской стадион, Приштина                    | Албания                                        | 2:2                                            | —                                              | Товарищеский матч                              |
| 4                                              | 11 июня 2021                                   | Спортивный комплекс Эмирхан, Манавгат          | Гамбия                                         | 1:0                                            | —                                              | Товарищеский матч                              |

Итого: 4 матча / 0 голов; eu-football.info.